# Przemysław Krych
Przemysław Tomasz Krych (ur. 1966) – polski przedsiębiorca, inwestor, filantrop, działacz opozycji antykomunistycznej.

## Życiorys
Absolwent II Liceum Ogólnokształcącego im. Marii Skłodowskiej-Curie w Gorzowie Wielkopolskim. W czasach szkolnych był drużynowym 23 Gorzowskiej Drużyny Harcerzy „Tobruk” i instruktorem Kręgu Instruktorów Harcerskich im. Andrzeja Małkowskiego. Zaangażowany był w działalność opozycyjną w Ruchu Młodzieży Niezależnej zarówno w czasach liceum, jak i w czasie studiów, a następnie w jeszcze nielegalnym Niezależnym Zrzeszeniu Studentów. Był uczestnikiem strajku studenckiego w 1989 roku. Po zalegalizowaniu NZS – Przewodniczącym Komisji Rewizyjnej NZS na UAM. W roku 1987 zajął drugie miejsce w konkursie na Najlepszego Studenta Miasta Poznania. W latach 1988–1989 był prezesem Koła Naukowego Prawników na Wydziale Prawa i Administracji UAM. Ukończył (summa cum laude) Wydział Prawa i Administracji Uniwersytetu im. Adama Mickiewicza w Poznaniu, gdzie pracował w charakterze asystenta. W roku 1993 zdał egzamin radcowski i uzyskał wpis na listę radców prawnych w Okręgowej Radzie Radców Prawnych w Poznaniu.
W roku 2001 założył Cornerstone Partners (obecnie Cornerstone Investment Management), a w 2006 – Griffin Real Estate (obecnie Griffin Capital Partners). Przed założeniem Cornerstone Investment Management pracował jako Dyrektor Zarządzający Emerging Europe Private Equity Funds w ramach Franklin Templeton Investments, a wcześniej w Banku Handlowym w Warszawie SA (obecnie Citi Handlowy), m.in. w charakterze: Przewodniczącego Komitetu Inwestycyjnego, Członka Komitetu Kredytowego i Członka Komitetu Zarządzającego.
Został zatrzymany 17 grudnia 2017 roku, a następnie tymczasowo aresztowany postanowieniem IV Wydziału Karnego Sądu Rejonowego Katowice-Wschód pod zarzutem wręczenia łapówek senatorowi PiS Stanisławowi Kogutowi, w formie darowizn udzielanych przez podmioty trzecie Fundacji Pomocy Osobom Niepełnosprawnym w Stróżach. 23 września 2019 roku udzielił wywiadu serwisowi Bloomberg, w którym opowiadał o kulisach aresztowania. 1 lipca 2021 roku w wywiadzie dla Onet.pl wymienił byłego rzecznika PiS – Adama Hofmana, który po wyjściu Krycha na wolność zaproponował mu spotkanie ze Zbigniewem Ziobrą i jego żoną Patrycją Kotecką w celu „wyjaśnienia sytuacji”. Inną osobą przywołaną przez Krycha w wywiadzie był Krzysztof Porowski – biznesmen z Sosnowca, swego czasu oskarżony o wyłudzenie 5 mln złotych z ZUS-u oraz skorumpowanie wiceprezesa katowickiego Sądu Okręgowego. Ten przed zatrzymaniem Krycha proponował „rozwiązanie problemów” za łapówkę w wysokości 1,5 miliona euro, a także podczas aresztowania Krycha złożył jego wspólnikowi propozycję jego uwolnienia za tę samą kwotę. Porowski powoływał się przy tym na relacje z osobą usytuowaną wysoko w hierarchii służb specjalnych. 4 lipca 2021 roku Donald Tusk w czasie pierwszej konferencji prasowej po powrocie z Brukseli wspomniał o braku reakcji prokuratury i ministra sprawiedliwości na podane przez Krycha konkretne sytuacje.
Jego zatrzymanie przez CBA i 6-miesięczny areszt w 2018 roku zostały opisane w licznych publikacjach jako jedno z najbardziej znaczących nadużyć władzy wobec przedsiębiorców przez prokuraturę pod kierownictwem Zbigniewa Ziobry. Przypadek opisany został m.in. w książce „Polowanie – jak się w Polsce niszczy biznes” Heleny Kowalik-Ciemińskiej i Szymona Krawca, w raporcie „Karanie filantropii w Polsce: przypadek Przemysława Krycha” autorstwa Fundacji Otwarty Dialog i Marcina Mycielskiego oraz w raporcie Fundacji Otwarty Dialog i Stowarzyszenia Sędziów „Themis” o upolitycznieniu polskiej prokuratury w latach 2015–2023. Sprawa została wymieniona też jako jeden z trzech przykładów prześladowania przedsiębiorców w Polsce w pisemnej deklaracji Zgromadzenia Parlamentarnego Rady Europy z kwietnia 2023 roku, gdzie napisano: „Nie ustają prześladowania przedsiębiorców takich jak Piotr Osiecki i Przemysław Krych, czy ostatnio prezes organizacji przedsiębiorców Maciej Witucki. Działania przeciwko nim, w tym naloty służb bezpieczeństwa, arbitralne zatrzymania i zarzuty karne, nie tylko szkodzą indywidualnym przedsiębiorcom, ale także sprzyjają wrogiemu środowisku dla przedsiębiorczości i inwestycji”. 6 maja 2020 roku w „Wiadomościach” TVP wyemitowany został materiał pt. „Kto finansuje kampanię Hołowni”, za który stacja ta została pozwana. 21 marca 2023 roku redakcja programu przeprosiła Przemysława Krycha za stwierdzenie, jakoby był on osobą „tkwiącą w podejrzanych interesach”, a jego działalność biznesowa „budziła ogromne wątpliwości”.
W lutym 2024 roku jego przypadek został zawarty – obok 10 innych przedsiębiorców i byłych menedżerów spółek Skarbu Państwa – w apelu środowisk pozarządowych, wzywającym Prokuratora Generalnego Adama Bodnara do „przeglądu politycznie motywowanych postępowań prokuratorskich w latach 2015–2023 i rehabilitacji pokrzywdzonych”. Apel podpisało 35 organizacji pozarządowych i 43 osoby publiczne ze świata nauki, kultury i polityki, w tym Lech Wałęsa, Leszek Balcerowicz, Władysław Frasyniuk, Agnieszka Holland, Michał Boni, Zbigniew Hołdys, Krystyna Janda, Tomasz Lis, Hanna Machińska, Marcin Matczak, Janina Ochojska, Wojciech Sadurski, Kuba Sienkiewicz czy Andrzej Zoll. W odpowiedzi na apel, Prokurator Generalny opublikował list otwarty, w którym przychylił się do postulatów autorów apelu, deklarując powołanie specjalnych, rozproszonych zespołów prokuratorów, w celu „efektywnego przeglądu i analizy spraw, w zakresie których zachodzą jakiekolwiek podejrzenia, że mogły być motywowane politycznie”.
Z końcem czerwca 2024 roku Fundacja Otwarty Dialog skierowała do Prokuratury Krajowej wniosek o udzielenie informacji publicznej nt zapowiedzianego przez A. Bodnara audytu politycznych śledztw, w tym w sprawie Krycha. Fundacja domaga się informacji nt etapu i horyzontu czasowego weryfikacji postępowań wskazanych w apelu z lutego, listy spraw objętych audytem, informacji nt. zespołu koordynacyjnego na poziomie Prokuratury Krajowej czy organizacji „rozproszonej weryfikacji” w jednostkach prokuratury niższego szczebla. Przewodniczący Rady Fundacji Bartosz Kramek zapowiedział też działania prawne na drodze cywilnej i karnej mające na celu wyciągnięcie konsekwencji wobec członków rządu PiS odpowiedzialnych za polityczne prześladowania, wymieniając wśród prześladowanych przedsiębiorców Przemysława Krycha, Tomasza Misiaka czy męża Izabeli Bodnar, Macieja Bodnara.
W kwietniu 2024 roku w wyniku ugody sądowej Adam Hofman przeprosił Krycha na łamach portalu Salon24.pl „za użycie w stosunku do niego nieprawdziwego i obraźliwego sformułowania”, przytoczonego w artykule na Wirtualnej Polsce w kontekście spotkania w lipcu 2018 roku po wyjściu Krycha na wolność, na którym miała paść oferta spotkania z Z. Ziobrą i P. Kotecką. W maju tego samego roku w wyniku ugody sądowej Krycha przeprosił poseł Jarosław Urbaniak, który podczas konferencji prasowej 6 grudnia 2018 roku, dotyczącej nieprawidłowości w działaniach ówczesnego Przewodniczącego KNF, powielił nieprawdziwe informacje nt. Krycha zawarte w artykule w Gazecie Wyborczej, które ta następnie sprostowała.
30 września 2024 Zgromadzenie Parlamentarne Rady Europy wydało pisemne oświadczenie, w którym wezwało polski rząd do przeprowadzenia pełnego audytu spraw karnych o podłożu politycznym, między innymi sprawę Przemysława Krycha. 29 listopada tego samego roku do Adama Bodnara, Dariusza Korneluka i Katarzyny Kwiatkowskiej trafił „Apel o przegląd politycznie motywowanych postępowań prokuratorskich w latach 2015–2023 i rehabilitację pokrzywdzonych” w tym sprawę Przemysława Krycha podpisany między innymi przez Marek Belka, Andrzej Blikle, Michał Boni, Władysław Frasyniuk, Jarosław Kurski, Agnieszka Holland, Fundacja Otwarty Dialog, Polska Rada Biznesu. 14 kwietnia 2025 roku Prokuratura Okręgowa w Lublinie wszczęła śledztwo dotyczące możliwości popełnienia w toku śledztwa nadzorowanego przez Prokuraturę Regionalną w Katowicach (sygn. akt RP II Ds. 31.2017) szeregu przestępstw przeciwko wymiarowi sprawiedliwości oraz interesom prywatnym kilku osób oraz przekroczenia uprawnień przez CBA.

### Rady nadzorcze
Obecnie:
- Przewodniczący: LuxVet[36],
- Członek: ProService[37],

W przeszłości:
- Przewodniczący: Ecowipes, Hortex, Hydroprojekt, LuxMed, Griffin Premium Real Estate, Relax Wind Parks, Cuprum Bank, Spravia[7],
- Zastępca Przewodniczącego: Cementownia Chełm, Polimex-Mostostal[7],
- Członek: Okechamp, Eastbridge, Bank Handlowy International, Echo Investment[38], Echo Polska Properties[39], Avenga, Bombardier Transportation (Rail Engineering), E-toto, Synergia 99[7].

### Działalność filantropijna
Działalność filantropijna obejmuje wspieranie następujących fundacji i inicjatyw:
- Fundacja Edukacyjna im. Jana Karskiego[40],
- Media Liberation Fund[41],
- Program dziennikarstwa śledczego Fundacji Gazety Wyborczej[42],
- Stowarzyszenie Ruch Młodzieży Niezależnej[43],
- Ewangelickie Towarzystwo Oświatowe,
- Fundacja Pomocy Osobom Niepełnosprawnym,
- Fundacja Otwarty Dialog[44],
- Fundacja Griffin ArtSpace[45],
- Fundacja Centrum im. Profesora Bronisława Geremka[46].

## Nagrody i wyróżnienia
- Ranking Liderzy Biznesu 2022[47],
- Ranking Liderzy Biznesu 2016[48],
- Ranking Liderzy Biznesu 2015[49],
- Nagroda Specjalna Prime Property Prize 2015[50],
- Człowiek Roku Propertynews.pl 2014[51].

## Odznaczenia
- lipiec 2024 – Złoty Krzyż Zasługi w uznaniu za zasługi w działalności społecznej i charytatywnej[52],
- czerwiec 2023 – Medal „Pro Patria” w uznaniu szczególnych zasług w kultywowaniu pamięci o walce o niepodległość Rzeczypospolitej Polskiej[53],
- czerwiec 2023 – Medal z okazji 40 rocznicy powstania Ruchu Młodzieży Niezależnej[54],
- listopad 2022 – Odznaka honorowa „Działacza opozycji antykomunistycznej lub osoby represjonowanej z powodów politycznych”[54],
- 2022 – Krzyż Wolności i Solidarności[55][1].